# All Time Best Album THE FIGHTING MAN
「All Time Best Album THE FIGHTING MAN」（オールタイムベストアルバム・ザ・ファイティングマン）はエレファントカシマシのベスト・アルバム。2017年3月21日にユニバーサルシグマ/A&Mから発売。

## 概要
メジャー・デビュー30周年を記念してリリースされたオールタイム・ベスト。
歴代所属レーベルのEPIC、ポニーキャニオン、EMI、ユニバーサルシグマ/A&M在籍時楽曲を網羅。リマスタリングはテッド・ジェンセンが担当。

## 背景
2016年12月22日に本作発売の情報解禁が行われた。選曲は宮本浩次が260曲を超える楽曲群より厳選を重ね30曲の収録を決めている。

## リリース形態
DVD+2CDの初回限定盤、2CDの通常盤、2DVD+3CD+バンド50年の歩み&オリジナル・アルバム22作のセルフライナーノーツを収載したスペシャルブックレットで構成されるデラックス盤（ユニバーサルミュージックストア限定取扱）の3形態で発売（外部リンク節参照）。

## アートワーク
ディスクジャケット撮影カメラマンはデビュー前からエレファントカシマシを撮り続けている岡田貴之。
ディスクジャケットデザインはエレファントカシマシの数々のアートワークを手がけた信藤三雄が30周年のロゴも含んで手掛けている。

## 収録曲

### DISC 1：Mellow & Shout
1. 今宵の月のように
2. 悲しみの果て
  - アルバムバージョン。
3. 四月の風
4. 風に吹かれて
5. 夢のかけら
6. 友達がいるのさ
7. 俺たちの明日
8. 笑顔の未来へ
9. リッスントゥザミュージック
10. 翳りゆく部屋
  - 荒井由実のカバー。
11. 桜の花、舞い上がる道を
12. ハナウタ～遠い昔からの物語～
13. 新しい季節へキミと
14. ズレてる方がいい
15. 夢を追う旅人
  - アルバム初収録。

### DISC 2：Roll & Spirit
1. ガストロンジャー
2. デーデ
3. 奴隷天国
4. 花男
5. 戦う男
6. so many people
7. コール アンド レスポンス
8. 暑中見舞 -憂鬱な午後-
9. 俺の道
10. 歴史
11. 大地のシンフォニー
12. Destiny
13. RAINBOW
14. 涙
15. ファイティングマン

## 初回限定盤

### DVD：THE FIGHTING MAN'S LIVE HISTORY
1. ファイティングマン
  - 1988渋谷公会堂“1st ホールコンサート
2. 待つ男
  - 1991年　日本武道館“日本武道館3000席”
3. 曙光
  - 1992年　吉祥寺バウスシアター“吉祥寺バウスシアター5days”
4. 東京の空 with 近藤等則
  - 1994年　日比谷野外大音楽堂
5. 悲しみの果て
  - 1995年　下北沢シェルター
6. 昔の侍
  - 1998年　日本武道館“風に吹かれて”
7. おまえと突っ走る
  - 1999年　日本武道館“新春ライブ”
8. 赤い薔薇
  - 2001年　日本武道館“新春ライブ”
9. あなたのやさしさをオレは何に例えよう
  - 2002年　渋谷公会堂“Life TOUR”
10. 生命賛歌
  - 2003年　赤坂BLITZ “BATTLE ON FRIDAY”
11. 俺たちの明日
  - 2008年　日比谷野外大音楽堂
12. 新しい季節へキミと
  - 2009年　日本武道館“桜の花、舞い上がる武道館”
13. 明日への記憶
  - 2011年　仙台Rensa“悪魔のささやきTOUR”
14. 「序曲」夢のちまた
  - 2012年10月14日　日比谷野外大音楽堂
15. 今宵の月のように
  - 2013年　日比谷野外大音楽堂“復活の野音”
16. 桜の花、舞い上がる道を
  - 2014年　さいたまスーパーアリーナ“デビュー25周年記念コンサート”
17. 花男
  - 2016年12月27日　下北沢シェルター

## デラックス盤

### BONUS DISC：demo & レアトラック集
1. ファイティングマン
2. デーデ
3. 星の砂
4. ゴクロウサン
5. やさしさ
  - ヤマハポピュラーソングコンテストに2回目に出場した際に録音された音源。
6. ポマーシャー
7. ビリージャー
  - 1983年頃、高校時代に録音された未発表曲。
8. 昔の侍
  - 1994年頃、仮歌音源。
9. 俺たちの明日
  - COUNT DOWN JAPAN 06/07にて。YANAGIMANプロデュース前の原型。

### DVD 1：1995.6.21 下北沢シェルターLIVE
1. 夢を見ようぜ
2. ライヴにせかされて
3. 悲しみの果て
4. baby自転車
5. 孤独な旅人
6. baby baby
7. さよならばかり
8. 始まりはいつも
9. 花男

### DVD 2：2016.12.27 下北沢シェルターLIVE映像 & 30周年を振り返るメンバーインタビュー
1. 夢を見ようぜ
2. デーデ
3. 星の砂
4. 孤独な旅人
5. 悲しみの果て
6. 四月の風（ファーストバージョン）
7. 愛の日々
8. 過ぎゆく日々
9. 明日があるのさ
10. 真冬のロマンチック
11. 珍奇男
12. 夜と朝のあいだに…
13. ゴクロウサン
14. Baby自転車
15. うれしけりゃとんでゆけよ
16. OH YEAH!（ココロに花を）
17. お前の夢を見た（ふられた男）
18. 花男

アンコール
1. ハナウタ〜遠い昔からの物語〜
2. ファイティングマン

Interview with ELEPHANT KASHIMASHI